# Phønix
Phønix er en dansk folkemusikgruppe, der oprindeligt havde navnet Fritterne. Gruppen består af Anja Præst Mikkelsen (klarinet og basklarinet), Jesper Falch (percussion), Karen Mose Nørgaard (sang) og Jesper Vinther (harmonika). Gruppen skiftede navn til det nuværende inden udgivelsen af deres debutalbum i 1995. De har udgivet 10 albummer og modtaget 4 Danish Music Award - folk.
Phønix giver koncerter i Danmark og i udlandet, herunder som kirkekoncerter og børne- og familiekoncerter.
De har samarbejdet med den kinesiske guzhengspiller SangKa.

## Diskografi
- Fra Asken Til Ilden (1995)
- Autumn 1996 (1996)
- Udbrud (1997)
- Pigen & Drengen (2002)
- Collage (2004)
- Folk (2007)
- Nu (2014)
- Groovy Guzheng (2017)
- Hvad Intet Øre Hørte End (2019)
- Nådelands Ø (2024)

Opsamlignsalbum
- 20 (2010)

## EKsterne henvisninger
- Phønix på Discogs
- Phønix på SoundCloud